# Fernando Barbeito Delgado
Fernando Barbeito Delgado   (Barcelona, 17 d'octubre de 1968) és un jugador d'handbol català, ja retirat, que va competir entre finals de la dècada de 1980 i començaments de la del 2000.
Amidava 1,77 m i jugava a la posició d'extrem esquerre on realitzà brillants campanyes tant al FC Barcelona, com posteriorment al Portland San Antonio. Integrant del mític dream team de Valero Rivera, fou amb el Barça que Fernando aconseguí els seus majors èxits, on entre molts títols cal esmentar 5 Copes d'Europa, quatre amb el Barça i una amb el San Antonio. Disputà 56 partits internacionals de selecció espanyola. A nivell personal, cal esmentar que fou un dels millors llançadors de penals de la seva època.
Una vegada retirat passà a exercir de director tècnic de la Federació Catalana d'Handbol. També fou el segon entrenador de la selecció espanyola de 2008 a 2012 i entrenador del Puente Genil entre 2014 i desembre de 2015. Posteriorment ha estat entrenador de la selecció de Bahrein, Aràbia Saudita i segon entrenador del FC Barcelona. El 2021 fitxà pel Creteil francès.

## Trajectòria esportiva
- FC Barcelona: 1988-1998.
- Portland San Antonio: 1998-2002.

## Palmarès
- Copa d'Europa d'handbol: 5 (1990-91, 1995-96, 1996-97, 1997-98, 2000-01)
- Recopa d'Europa d'handbol: 2 (1993-94, 1994-95)
- Supercopa d'Europa d'handbol: 1 (1996)
- Lliga dels Pirineus d'handbol: 1 (1997)
- Lliga espanyola d'handbol: 8 (1988-89, 1989-90, 1990-91, 1991-92, 1995-96, 1996-97, 1997-98, 2001-02)
- Copa espanyola d'handbol: 6 (1987-88, 1989-90, 1992-93, 1993-94, 1996-97, 1997-98)
- Supercopa d'Espanya d'handbol: 7 (1988-89, 1989-90, 1990-91, 1991-92, 1993-94, 1996-97, 1997-98)
- Lliga catalana d'handbol: 7 (1987-88, 1990-91, 1991-92, 1992-93, 1993-94, 1994-95, 1996-97)
- Copa ASOBAL: 2 (1994-95, 1995-96)
- Medalla de bronze als Jocs del Mediterrani de Latakia 1987
- Medalla de plata al Campionat del Món Júnior de 1987